# Équipe de Roumanie de curling
L'équipe de Roumanie de curling est la sélection qui représente la Roumanie dans les compétitions internationales de curling.
En 2017, l'équipe nationale est classé comme nation numéro 40 chez les hommes et 35 chez les femmes.

## Historique
Il existe deux endroit pour jouer au curling :
- À Brașov, l'entraînement a lieu chaque semaine sur le stade olympique de Poiana (parc Tractoru).
- À Bucarest, les exercices ont lieu chaque semaine sur la patinoire à l'intérieur AFI Cotroceni.

La fédération est affiliée auprès de la Fédération mondiale de curling en 2010 et évolue en championnat d'Europe en 2013 et 2014 puis en division C.

## Palmarès et résultats

### Palmarès masculin
Titres, trophées et places d'honneur
- Championnats du monde Hommes 
  - aucune participation
- Championnats d'Europe Hommes - Division B depuis 2015 (3 participation(s))
  - Meilleur résultat : Quarts de finale en 2015

### Palmarès féminin
Titres, trophées et places d'honneur
- Championnats du monde Femmes
  - aucune participation
- Championnats d'Europe - Division B depuis 2013 (2 participation(s))
  - Meilleur résultat : 7e pour : Championnats d'Europe Hommes - Division B - Groupe A

### Palmarès mixte
Titres, trophées et places d'honneur
- Championnat du Monde Doubles Mixte depuis 2015 (2 participation(s))
  - Meilleur résultat : 7e pour : Championnat du Monde Doubles Mixte - Groupe E